# Larerannis
Larerannis is een geslacht van vlinders van de familie spanners (Geometridae), uit de onderfamilie Ennominae.

## Soorten
- L. filipjevi Wehrli, 1935
- L. miracula Prout, 1929
- L. nakajimai Inoue, 1986
- L. orthogrammaria Wehrli, 1927